# جغرافیای رواندا

موقعیت رواندا در مرکز آفریقا.

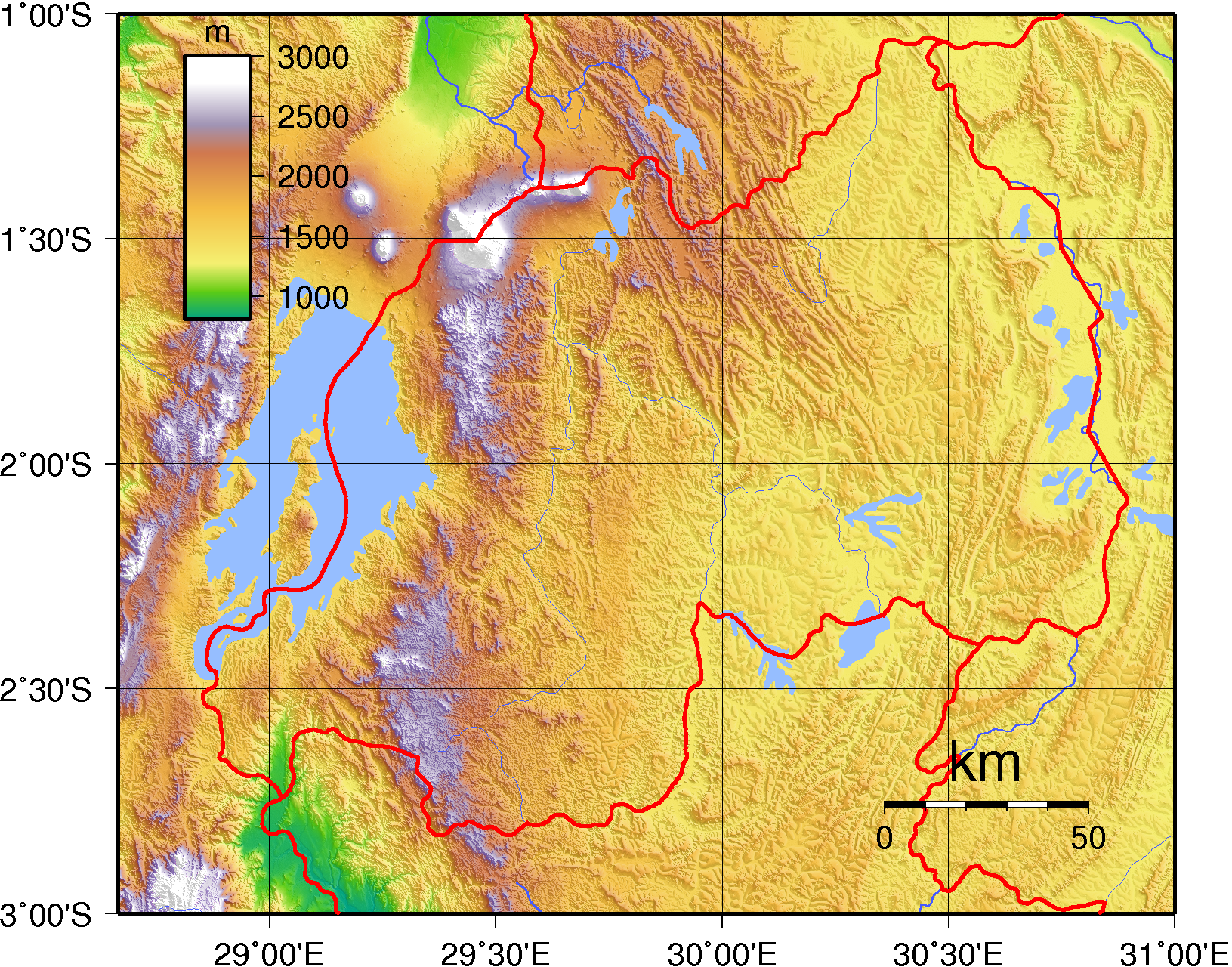
نقشه ناهمواری‌های رواندا.

رواندا کشور کوچکی است در مرکز آفریقا در شرق جمهوری دموکراتیک کنگو. این کشور بین عرض‌های جغرافیایی ۱۰ و ۳۰ جنوبی، و طول‌های جغرافیایی ۲۹۰ و ۳۱۰ شرقی واقع شده‌است. رواندا با مساحت ۲۶۳۳۸ کیلومتر مربع، صد و چهل و نهمین کشور بزرگ جهان است و از نظر اندازه با هائیتی یا ایالت ماساچوست در ایالات متحده قابل مقایسه است. کل کشور در ارتفاع بالایی قرار دارد: پایین‌ترین نقطه آن رودخانه روسیزی در ارتفاع ۹۵۰ متری از سطح دریا است.
رواندا در مرکز/شرق آفریقا واقع شده‌است و از غرب با جمهوری دموکراتیک کنگو، از شمال با اوگاندا، از شرق با تانزانیا و از جنوب با بوروندی همسایه است. مرزهای ملی این کشور از زمانی که توسط قدرت‌های استعماری اروپایی در سال ۱۹۱۰ ترسیم شدند اساساً بدون تغییر باقی مانده‌اند. رواندا چند درجه در جنوب خط استوا قرار گرفته و محصور در خشکی است. پایتخت آن، کیگالی، در نزدیکی مرکز رواندا واقع شده‌است.
موقعیت رواندا در شرق-مرکز آفریقا، از شمال با اوگاندا، از شرق با تانزانیا، از جنوب با بوروندی و از غرب با زئیر همسایه است. رواندا کشوری محصور در خشکی است که از شمال با اوگاندا، از شرق با تانزانیا، از جنوب با بوروندی و از غرب با زئیر همسایه است.
منابع طبیعی اصلی این کشور عبارتند از: طلا، کاسیتریت (سنگ قلع)، ولفرامیت (سنگ معدن تنگستن)، متان، نیروگاه آبی و زمین‌های کشاورزی. دره‌های سبز رواندا، لوبیا، سورگوم، ذرت، مانیوک، سیب‌زمینی ایرلندی، برنج، سیب‌زمینی شیرین، سویا، موز، قهوه و چای تولید می‌کنند. بیشتر کشور علفزار گرم‌دشتی (ساوانا) اوجمعیت آن عمدتاً روستایی است.

## جغرافیای فیزیکی
سرزمین رواندا معمولاً تپه‌ای است، اگرچه باتلاق‌ها و مناطق کوهستانی وسیعی نیز وجود دارد. از نظر ناهمواری‌ها، این کشور را می‌توان به شش منطقه تقسیم کرد. از غرب به شرق: دره باریک کافتی بزرگ که با شیب زیاد به دریاچه کیوو می‌رسد؛ کوه‌های آتشفشانی ویرونگا، که بلندترین قله آن، کوه پوشیده از برف کاریسیمبی (۱۴۸۷۰ فوت)، بر فراز دشت‌های گدازه‌ای شمال غربی سر برافراشته است؛ بلندی شیب‌دار شمال به جنوب شکاف زئیر-نیل که عرض آن به‌طور متوسط ۴۰ کیلومتر است؛ خط الراس شکاف زئیر-نیل، با ارتفاع متوسط ۲۷۵۰ متر؛ فلات مرکزی در شرق کوه‌ها که توسط تپه‌ماهورها پوشیده شده‌است؛ و گرم‌دشت‌ها و باتلاق‌های نواحی مرزی شرقی و جنوب شرقی که یک دهم مساحت کشور را در بر می‌گیرد و پارک ملی وسیع کاگرا را شامل می‌شود.
بیشتر رواندا حداقل ۹۰۰ متر بالاتر از سطح دریا قرار دارد. دشت‌های مرکزی به‌طور متوسط ۱۹۳۲ متر ارتفاع دارند. جنوب شرقی رواندا زمینی بیابان‌مانند دارد. کیگالی، پایتخت و بزرگترین شهر کشور، در فلات مرکزی رواندا واقع شده‌است. میانگین دمای آن ۱۹۰ درجه سانتی‌گراد با ۴۰ اینچ بارندگی سالانه است.
خاک‌های رواندا حاوی بسیاری از ترکیبات فلزی موجود در خاک‌های لاتریت هستند، اما عموماً سبک‌تر و حاصلخیزترند و کمتر از خاک‌های لاتریت واقعی برای کشاورزان مشکل‌ساز هستند. در برخی از مناطق، به ویژه در شمال غربی، خاک منشأ آتشفشانی دارد و کاملاً حاصلخیز است. حدود ۳۰ درصد از زمین‌های رواندا برای کشاورزی و ۳۰ درصد دیگر برای چرا مناسب است.

## آب و هوا
به‌رغم اینکه رواندا تنها دو درجه زیر خط استوا قرار دارد، مرتفع بودن آن آب و هوای معتدلی را برای اکثر نقاط کشور فراهم می‌کند. میانگین دمای ۲۴ ساعته در کیگالی ۷۳ درجه فارنهایت است. ارتفاعات بالاتر از ۱۴۷۰۰ فوت حتی ممکن است یخبندان و برف را تجربه کنند. دو فصل بارانی معمولاً از فوریه تا مه و از سپتامبر تا دسامبر رخ می‌دهد، اما این امر همیشگی نیست. بارش‌ها گاه سیل‌آسا هستند، هرچند کوتاه، و گاهی اوقات با باد شدید و رعد و برق همراه‌اند.
میانگین بارندگی سالانه ۳۱ اینچ است و به‌طور کلی در کوه‌های غربی و شمال غربی شدیدتر از ساوانای شرقی است. فصل طولانی تابستانِ خشک از ماه مه تا سپتامبر، تپه‌های اطراف کیگالی را به رنگ اخرایی مایل به قرمز تبدیل می‌کند، گرد و غبار ریز همه جا را فرا می‌گیرد و علف‌ها خشک می‌شوند.